# Andrei Ujică
Andrei Ujică, né en 1951 à Timișoara en Roumanie, est un réalisateur roumain.

## Filmographie
- 1992 : Vidéogrammes d'une révolution
- 1995 : Out of the Present
- 2010 : Autobiografia lui Nicolae Ceaușescu
- 2024 : TWST (Things We Said Today) (en)